# 鹿嶋バイパス

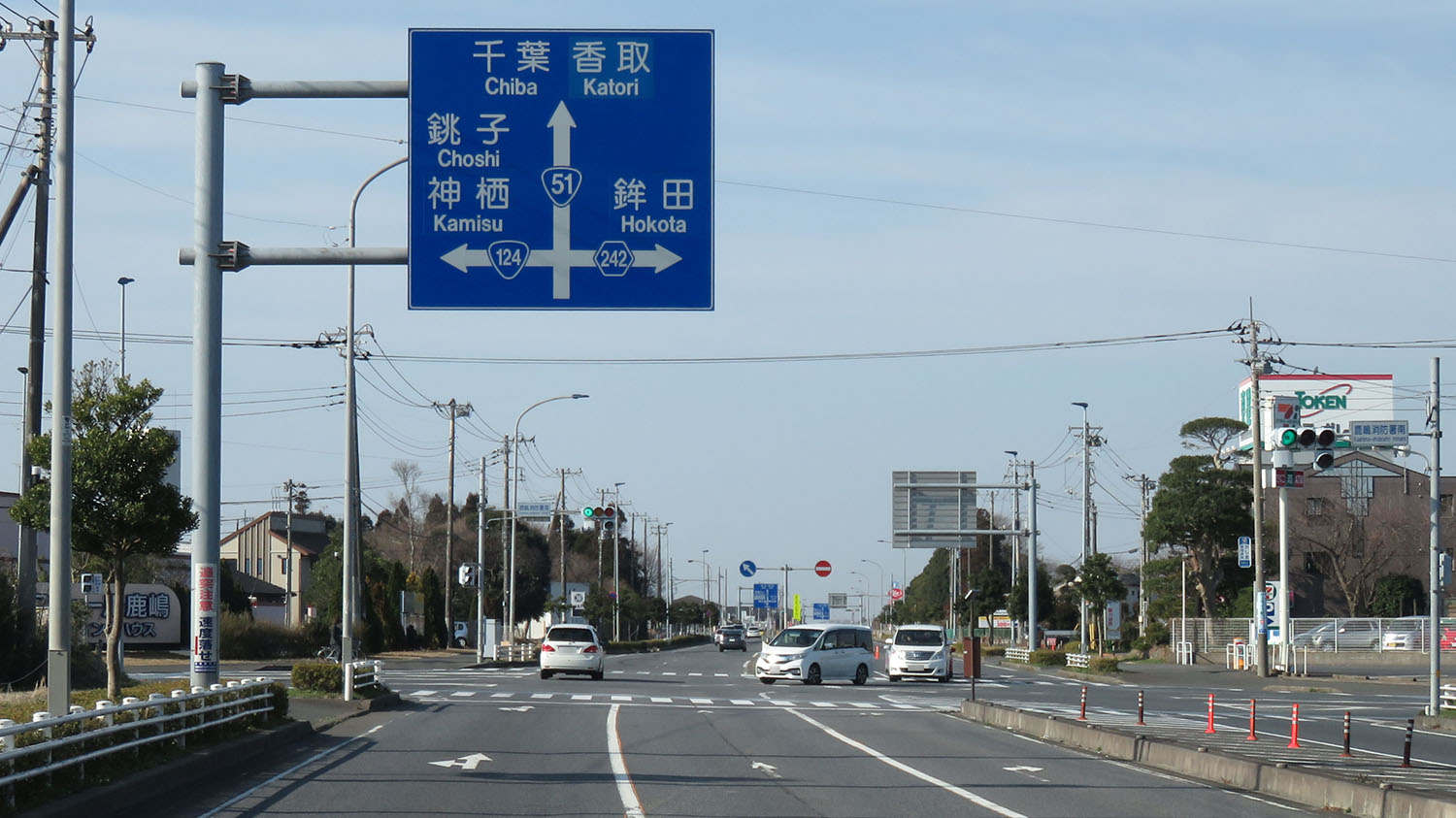
鹿嶋バイパス
国道124号との分岐
茨城県鹿嶋市大字宮中

鹿嶋バイパス（かしまバイパス）は茨城県潮来市から鹿嶋市を通る国道51号のバイパスである。
バイパスが茨城県立カシマサッカースタジアムに面していることから、鹿嶋市の大船津から清水までの区間に「スタジアム大通り」という愛称が鹿嶋市によってつけられている。

## 概要
- 起点：茨城県潮来市洲崎（国道51号・茨城県道101号潮来佐原線交点）
- 終点：茨城県鹿嶋市清水（国道51号交点）
- 距離：8.3 km
- 車線数：4車線
- 区分：3種1級
- 設計速度：80 km/h

## 歴史
1993年の茨城県立カシマサッカースタジアムの完成とともに、同スタジアムへのアクセス道路となる鹿嶋市神向寺のスタジアム前の一部区間を部分供用開始。続けてスタジアム前から同市大船津の茨城県道238号須賀北埠頭線交点（大船津北交差点）間が供用された。全線開通は、2002年のFIFAワールドカップ（W杯）開催に間に合わせるため、東京方面からの玄関口となる東関東自動車道 潮来インターチェンジ (IC) からW杯開催会場となるカシマスタジアムを結ぶインフラ整備として、茨城県道101号潮来佐原線とともに、残存区間の鹿嶋市清水 - スタジアム前（約1.2 km）と新神宮橋を含めた同市大船津 - 潮来市洲崎（約1.7 km）の各区間および、JR鹿島神宮駅北側の茨城県道18号茨城鹿島線との立体交差工事が急ピッチで進められた。鹿嶋市では、「少しでも鹿嶋に訪れる人々に気持ちよく滞在してもらおう」と始めた「花いっぱい運動」によって、市民ボランティアの手による鹿嶋バイパス沿いの花壇づくりを2000年頃から行っている。
- 1984年（昭和59年）：「鹿島バイパス」の名称で事業化[4][5]
- 1992年（平成4年）：工事着手
- 1993年（平成5年）4月27日：鹿島町宮中（神向寺南交差点）～スタジアム前（1.1km）を開通（暫定2車線）
- 1995年（平成7年）：鹿島町と大野村が合併して鹿嶋市になったことに伴い名称を「鹿嶋バイパス」に変更
- 1999年（平成11年）5月12日：鹿嶋市大船津（大船津北交差点）～鹿嶋市宮中（神向寺南交差点）を開通（暫定2車線）
- 2002年（平成14年）4月25日：2002 FIFAワールドカップ開催に合わせて全線開通（暫定2車線）[6]
- 2020年（令和2年）6月19日 : 鹿嶋市大船津（大船津北交差点） - 同市清水（スタジアム北交差点）（4.8 km）4車線化[7]。

## 交差する道路
- 茨城県道・千葉県道101号潮来佐原線（潮来市洲崎）
- 茨城県道238号須賀北埠頭線（鹿嶋市大船津）
- 茨城県道18号茨城鹿島線（鹿嶋市宮中）
- 茨城県道242号鉾田鹿嶋線（鹿嶋市宮中）
- 国道124号（鹿嶋市宮中）
- 茨城県道255号鹿島港線（鹿嶋市明石）

## 沿道
- 茨城県立カシマサッカースタジアム
- カシマサッカーミュージアム
- カシマスポーツセンター
- 卜伝の郷運動公園
- 鹿島城山公園
- 清真学園高等学校・中学校
- 鹿嶋市まちづくり市民センター
- JR鹿島線
  - 鹿島神宮駅